# لی گوک جو
این یک نام کره‌ای است؛ نام خانوادگی لی است.
لی گوک جو (کره‌ای: 이국주؛ زادهٔ ۵ ژانویه ۱۹۸۶) کمدین اهل کره جنوبی زیر نظر اف‌ان‌سی انترتینمنت است.

## حرفه
لی حرفهٔ خود را با پیوستن به ام‌بی‌سی به عنوان یک کمدین نسل پانزدهم آغاز کرد. او در ابتدا با کوکو انترتینمنت (CoKo Entertainment) کار می‌کرد اما بعداً به دلیل ورشکستگی، او با اف‌ان‌سی انترتینمنت قرارداد امضا کرد.

## فیلم‌شناسی

### مجموعه تلویزیونی
| سال     | عنوان                            | نقش                           |
| ------- | -------------------------------- | ----------------------------- |
| ۲۰۱۱–۱۲ | خانم زشت یونگ ئه                 | حضور افتخاری                  |
| ۲۰۱۴    | بعد از مدرسه: خوش‌سانسی یا نه     | دختر نوجوان                   |
| ۲۰۱۴    | عشق جادوگر                       | حضور افتخاری                  |
| ۲۰۱۴    | چه اتفاقی برای خانواده‌ام افتاده؟ | نویسنده (حضور افتخاری)        |
| ۲۰۱۴    | پسران به علاوه نه                | کانگ مین کیونگ (حضور افتخاری) |
| ۲۰۱۵    | شوالیه رؤیا                      | دوچرخه سوار                   |
| ۲۰۱۶    | روی قلبت کلیک کن                 | پرستار                        |